# Georg Feils
Georg Feils (* 3. März 1953 in Müden (Mosel)), besser bekannt unter seinem Künstlernamen Ferri, ist ein deutscher Musiker und Autor. Laut eigener Aussage hat er ca. 260 Lieder geschrieben. Sein bekanntestes Lied ist das „Gummibärenlied“.

## Geschichte
Feils wuchs in Mayen auf und zog 1972 nach Frankfurt am Main. Dort studierte er an der Johann Wolfgang Goethe-Universität. Danach arbeitete er mit Vorschulkindern in der Uni-Kita Frankfurt und hatte eine Radiosendung für Kinder. Seit 1985 ist er freischaffender Künstler. 1990 gründete er das Kindermusiktheather Perlico-Perlaco.
1990 war er an der Fernsehserie Cop & Co. beteiligt.
1992 schuf er Beiträge für die ZDF-Sendung Floris Zapp Zarapp. Von 1993 bis 2001 war er als Schauspieler und Synchronsprecher für das Animationsstudio Dingo Pictures aktiv.
Im Jahr 1998 kam ihm die Idee für ein Kinderfestival und so veranstaltet er seit 2003 jährlich das Frankfurter Kinderliedermacherfestival.
2002 veröffentlichte er mit Rolf Zuckowski und Beate Lambert das Album Schau Mal, Hör Mal, Mach Mal im Rahmen des ARCD Verkehrserziehungsprogramms 2001
Seit 2018 arbeitet er mit Joscha Sauer zusammen für einige Albumcover.

## Diskographie
- 1989: Das müde Nilpferd (MC)
- 1990: Die Wackelpuddingberge (MC)
- 1993: Frechmax Witzige, lustige und nachdenkliche Kinderlieder (MC)
- 1994: Die Mäusepolizei Schläft nicht! (MC)
- 1996: Kille Kitzelkäfer, 16 Lieder für die Kleinsten
- 2000: Frühling, Sommer, Herbst und Winter. Immer wachsen alle Kinder
- 2002: Dagobert Dünkelstein, der Detektiv (Hörspielaufnahmen des Hessischen Rundfunks von 1988, 1990 und 1991)
- 2002: Rolf Zuckowski, Ferri und Beate: Schau Mal, Hör Mal, Mach Mal
- 2005: Hundert flinke Hasen
- 2007: Ferris Größte Hits
- 2010: Schnullernasen-Konzert
- 2011: Lieder Für Piraten Und Andere Wasserratten
- 2011: Wer Singt Denn Da? Wer Hüpft Denn Da?
- 2013: Frühling, Sommer, Herbst und Winter
- 2018: Das müde Nilpferd
- 2018: Bonbon Joes Mitmach-Konzert
- 2019: Die Wackelpudding Berge
- 2019: Das Trompetenschwein
- 2020: Ferri Georg Feils & Perlico-Perlaco: Hitzefrei

## Film

### Als Schauspieler
- 1997: Die Bremer Stadtmusikanten (Dingo Pictures)

### Als Synchronsprecher
- 1993: Die schönsten Geschichten vom Osterhasen
- 1993: Aladin/Sing mit Aladin - Genie
- 1994: Der König der Tiere - Robin’s Vater, Hippo und Vulture #1
- 1995: Pocahontas - John Smith und Hyena #2
- 1995: Ein Fall für die Mäusepolizei
- 1996: Wabuu der freche Waschbär - Brummy
- 1996: Der Glöckner von Notre Dame
- 1997: Der gestiefelte Kater
- 1999: Tarzan: Der Herr des Dschungels
- 2000: ...noch mehr Dalmatiner
- 2000: Abenteuer im Land der Dinosaurier
- 2000: Im Tal der Osterhasen
- 2001: Atlantis: Der verlorene Kontinent

## Bücher
- 1985: Wolfgang Gemmel, Georg Feils: Guitar Workshop Original-Instrumentalstücke & Liederarrangements für Gitarre Noten Tabulatur (ISBN 3-87252-153-5)
- 1991: Das Trompetenschwein. Neue Kinderlieder zum Musizieren, Raten, Reimen, Tanzen, Spielen und Singen
- 1996: Hegel & Schlegel, die Geisterbahngeister
- 1998: Und dann tanz ich. Fröhliche Spiel- und Tanzlieder mit Schwung und Spaß
- 1999: Hegel & Schlegel, die Geisterbahngeister: Ein echter Geist (Ravensburger Buchverlag, ISBN 978-3-473-34362-1)
- 2003: Lieder aus dem Holzhausenschlößchen (ISBN 978-3-934123-02-1)
- 2004: Jede Menge Ärger. Ein Musiktheater und Arbeitsmaterialien zum Thema Streitkultur.
- 2020: Frühling, Sommer, Herbst und Winter (Verlag Stephen Janetzko, ISBN 978-3-95722-558-0)